# 捷克體育
許多捷克人都日常參加體育活動並有自己支持的體育隊伍。捷克最受歡迎的體育運動是足球和冰球，並且吸引最多人和媒體的關注。除了足球和冰球之外，捷克受歡迎的體育項目還有籃球、排球、手球、捷克式手球、田徑和福樂球。捷克人較重視的體育賽事有冰球世界錦標賽、奧運會、冰球錦標賽、歐洲足球錦標賽、足球世界杯等賽事。捷克國家冰球隊是世界最強的冰球國家隊之一。